# Jean-Michel Mathonière
Pour les articles homonymes, voir Mathonière.
Jean-Michel Mathonière né en 1958 à Montluçon en France est un essayiste et historien sur le compagnonnage et plus particulièrement spécialiste des compagnons tailleurs de pierre.

## Biographie
De formation initiale technique (dessinateur en bâtiment et génie civil), Jean-Michel Mathonière se tourne vers l’édition et la librairie, puis enfin vers le graphisme qu'il exerce en parallèle de ses travaux de recherche. Il est le fondateur en 1993, à Dieulefit (Drôme), des éditions La Nef de Salomon.
Spécialiste de l'histoire des compagnonnages, sa compétence en ce domaine lui vaut notamment d'être invité par la fondation académique américaine Policy Studies Organization à la conférence mondiale 2015 sur le mutualisme, la franc-maçonnerie et l'histoire. Celle-ci s'est déroulée à la Bibliothèque nationale de France où, sous la présidence de séance de Margaret C. Jacob (Professeur du Département d’Histoire de l’Université de Californie à Los Angeles), il prononça une conférence plénière remarquée, intitulée « Savoirs et emblèmes du savoir chez les compagnons tailleurs de pierre à la fin de l'Ancien Régime » (intégralement accessible en ligne ,).
Dans le cadre des « 5 à 7 de l'Académie des sciences », il a donné le 9 octobre 2018 une conférence intitulée « Aux arts et aux sciences : les compagnons et le trait » et consacrée à la transmission des connaissances géométriques chez les compagnons charpentiers, tailleurs de pierre et menuisiers du XVIe siècle au début du XXe siècle.
Coéditeur et préfacier de la traduction française du livre de Franz Ržiha (de), Études sur les marques des tailleurs de pierre, il s'intéresse également aux marques de tailleurs de pierre ainsi qu'aux marques et emblèmes des imprimeurs des XVe-XVIIe siècles, dont les marques dites « au Quatre de chiffre ». Il s'est aussi intéressé à l'iconographie, à l'origine et au symbolisme du jeu de tarot pour lequel il écrit un ouvrage en collaboration avec Hugues Gartner, Le tarot des tailleurs de pierre.
Fondateur du Centre d'étude des compagnonnages à Avignon, il organise depuis 2006 des expositions sur la stéréotomie et les compagnons tailleurs de pierre, ainsi que sur divers sujets connexes touchant aux thématiques croisées du Compagnonnage et de l’architecture, telle l’exposition consacrée en 2008 aux Règles pour les cinq ordres d’architecture de Jacques Barozzi de Vignole (1507-1573), au Musée du Compagnonnage de Tours, et, sur le même thème général, celle organisée en 2012 au château de Maulnes dont il est membre du comité scientifique .
En 2013, il est commissaire de l’exposition La règle et le compas organisée au Musée de la franc-maçonnerie à Paris, où des réflexions comparatives novatrices entre la forme opérative et spéculative de la franc-maçonnerie sont proposées aux visiteurs.
Il collabore à la revue maçonnique Franc-maçonnerie Magazine.
Il est membre du comité scientifique de l'exposition que la Bibliothèque nationale de France consacre à la franc-maçonnerie du 12 avril au 24 juillet 2016 . Il a contribué au catalogue de cette exposition, notamment par un chapitre touchant à la problématique opératif/spéculatif et consultable en ligne sur le site de la BnF .
Il est membre de l'Académie de Vaucluse et élu à son conseil d'administration. Il est membre de l'Association francophone des historiens de la construction.

## Publications
- L'Arcane des arcanes du Tarot ; essai sur la structure géométrique des arcanes, Paris, Éditions Guy Trédaniel, 1985.
- Ferdinand Flouret et le Compagnonnage, ouvrage rédigé en collaboration avec Francis Laget, Vinsobres (Drôme), association L'Abeille vinsobraise, 1991.
- « Remarques à propos du quatre de chiffre et du symbolisme géométrique dans les marques de métiers », in Études sur les marques au quatre de chiffre, Dieulefit (Drôme), éditions La Nef de Salomon, 1994.
- Travail et Honneur ; les Compagnons Passants tailleurs de pierre en Avignon aux XVIIIe et XIXe siècles, ouvrage rédigé en collaboration avec Laurent Bastard (directeur du Musée du Compagnonnage de Tours), Dieulefit (Drôme), éditions La Nef de Salomon, 1996.
- Le serpent compatissant ; iconographie et symbolique du blason des Compagnons tailleurs de pierre, Dieulefit (Drôme), éditions La Nef de Salomon, 2001. (Ouvrage traduit en italien : Il compasso e il serpente. Simbolismo del compagnonaggio, Roma, Arkeios, 2003.)
- La Tranquillité de Caux ; le chansonnier et le tour de France (1837-1842) de Jean-Jacques Laurès dit « La Tranquillité de Caux », Compagnon Passant tailleur de pierre, Dieulefit (Drôme), éditions La Nef de Salomon, 2005.
- Le Tarot des tailleurs de pierre, en collaboration avec Hugues Gartner, Paris, éditions Guy Trédaniel, 2011.
- Le Plan secret d'Hiram ; fondements opératifs et perspectives spéculatives du tableau de loge, Paris, éditions Dervy, 2012[19].
- La règle et le compas ; ou de quelques sources opératives de la tradition maçonnique. Catalogue de l’exposition éponyme (21 mars-12 octobre 2013), Musée de la Franc-maçonnerie, Paris, 2013. 52 p.
- Les métiers, traditions et symboles des bâtisseurs de cathédrales, collection “3 minutes pour comprendre, Paris, éditions Le Courrier du Livre, 2020, 160 p.
- Règle des cinq ordres d'architecture de Vignole, fac-similé de l’édition française de 1632 avec une présentation et une étude sur Vignole et les compagnons du Tour de France par Jean-Michel Mathonière, Paris, éditions Dervy, 2020, 174 p.

## Distinctions
- Chevalier de l'ordre des Palmes académiques : en mars 2017, il en reçoit les insignes[20].